# Domecy-sur-le-Vault
Domecy-sur-le-Vault est une commune française située dans le département de l'Yonne en région Bourgogne-Franche-Comté.

## Géographie
Domecy-sur-le-Vault est dans le sud du département de l'Yonne, avec la Nièvre à 11 km au sud-ouest et la Côte-d'Or à 28 km au sud-est. Sa sous préfecture Avallon est à 11 km à l’est, sa préfecture Auxerre à 46 km au  nord-ouest, Dijon la capitale régionale à 117 km au nord-est et Paris à 223 km au nord-est par la A6 (entrée/sortie no 21 « Nitry »),.
L'A6 est l'autoroute la plus proche, avec l'entrée/sortie no 21 « Nitry » à 24 km vers le nord ou la no 21 « Avallon » à 19 km vers le sud et l’est,.
Le village est situé au fond d'une vallée. « Ce vallon, arrosé par un petit cours d'eau, forme une profonde échancrure creusée en direction sud-nord, dans un territoire très montueux et fortement ondulé, autrefois recouvert de grands bois dont il ne reste qu'une petit partie reléguée sur le sommet des collines, notamment celle de Gros-Mont »,. Actuellement, ces collines ont été largement reboisées, principalement en résineux.
Le sentier de grande randonnée GR 13 (Fontainebleau-Bourbon-Lancy, 423 km) passe par Domecy, traversant la commune d'est en ouest, pour se rendre d'Avallon à Vézelay.
La grotte de l'Orgereau, d'origine tectonique, se trouve à la sortie de Domecy sur la route de Givry. Elle faisait 26 m e long avant que le groupe spéléologique Yonne-Vercors la désobstrue quelque peu, gagnant ainsi une quinzaine de mètres de longueur.
Hydrographie
Domecy-sur-le-Vault est établi autour de la source du ru Vernier, affluent du Cousin, sous-affluent de la Cure et donc de l'Yonne, du bassin de la Seine.

### Climat
Pour des articles plus généraux, voir Climat de la Bourgogne-Franche-Comté et Climat de l'Yonne.
En 2010, le climat de la commune est de type climat océanique dégradé des plaines du Centre et du Nord, selon une étude du Centre national de la recherche scientifique s'appuyant sur une série de données couvrant la période 1971-2000. En 2020, Météo-France publie une typologie des climats de la France métropolitaine dans laquelle la commune est exposée à un climat océanique altéré et est dans la région climatique  Lorraine, plateau de Langres, Morvan, caractérisée par un hiver rude (1,5 °C), des vents modérés et des brouillards fréquents en automne et hiver. 
Pour la période 1971-2000, la température annuelle moyenne est de 10,7 °C, avec une amplitude thermique annuelle de 16,1 °C. Le cumul annuel moyen de précipitations est de 825 mm, avec 12,6 jours de précipitations en janvier et 8,3 jours en juillet. Pour la période 1991-2020, la température moyenne annuelle observée sur la station météorologique de Météo-France la plus proche, « Merry-sur-Yonne », sur la commune de Merry-sur-Yonne à 15 km à vol d'oiseau, est de 11,5 °C et le cumul annuel moyen de précipitations est de 776,9 mm. 
La température maximale relevée sur cette station est de 40,7 °C, atteinte le 7 août 2003 ; la température minimale est de −22 °C, atteinte le 16 janvier 1985,,. 
Les paramètres climatiques de la commune ont été estimés pour le milieu du siècle (2041-2070) selon différents scénarios d'émission de gaz à effet de serre à partir des nouvelles projections climatiques de référence DRIAS-2020. Ils sont consultables sur un site dédié publié par Météo-France en novembre 2022.

## Urbanisme

### Typologie
Au 1er janvier 2024, Domecy-sur-le-Vault est catégorisée commune rurale à habitat dispersé, selon la nouvelle grille communale de densité à sept niveaux définie par l'Insee en 2022.
Elle est située hors unité urbaine. Par ailleurs la commune fait partie de l'aire d'attraction d'Avallon, dont elle est une commune de la couronne,. Cette aire, qui regroupe 74 communes, est catégorisée dans les aires de moins de 50 000 habitants,.

### Occupation des sols
L'occupation des sols de la commune, telle qu'elle ressort de la base de données européenne d’occupation biophysique des sols Corine Land Cover (CLC), est marquée par l'importance des territoires agricoles (52,6 % en 2018), en diminution par rapport à 1990 (55,4 %). La répartition détaillée en 2018 est la suivante : 
forêts (43,5 %), terres arables (26,8 %), prairies (25,8 %), milieux à végétation arbustive et/ou herbacée (3,9 %). L'évolution de l’occupation des sols de la commune et de ses infrastructures peut être observée sur les différentes représentations cartographiques du territoire : la carte de Cassini (XVIIIe siècle), la carte d'état-major (1820-1866) et les cartes ou photos aériennes de l'IGN pour la période actuelle (1950 à aujourd'hui).

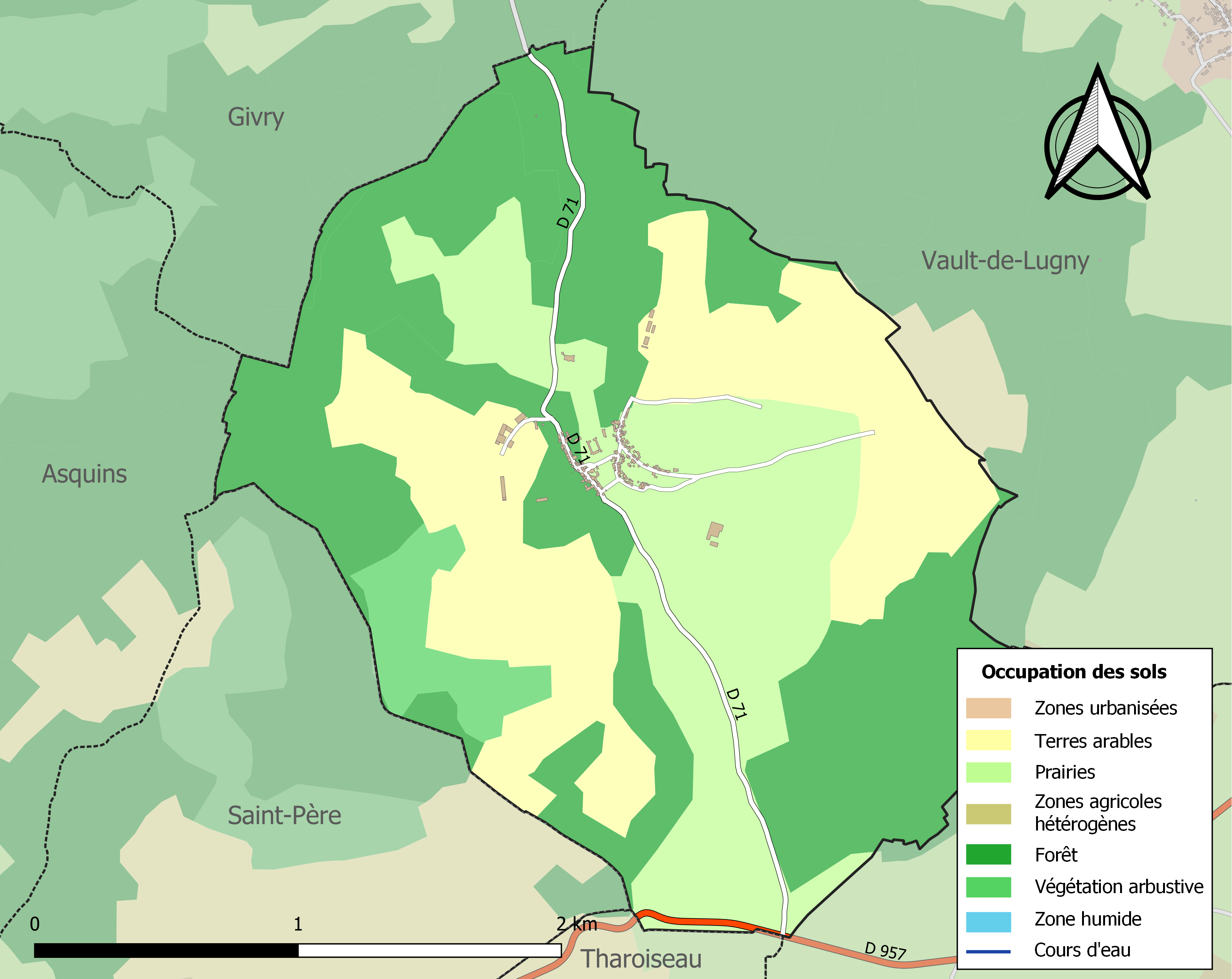
Carte des infrastructures et de l'occupation des sols de la commune en 2018 (CLC).

## Topographie
Le Dictionnaire topographique du département de l'Yonne par Quantin (1862) nous donne pour Domecy les noms de 
Decimiacus (VIe siècle), 
Domeciacum (XIVe siècle), 
Dommece (1215), 
Domecy-sur-le-Vaul (1519)
Domecy-sur-le-Vaul-de-Lugny (1519).

## Histoire

### Antiquité
Un volcan a été découvert non loin de la mairie de Domecy. Les vestiges de ce volcan sont toujours apparents. Malgré de nombreuses recherches, rien ne prouve que le volcan est éteint.[réf. nécessaire]
Des débris de sépulture, des médailles témoignent de ce que l'endroit était habité dès l'époque gallo-romaine[réf. nécessaire].
Au IVe siècle Domecy était du pagus d'Avallon et du diocèse d'Autun et, avant 1789, de la province de Bourgogne et du bailliage d'Avallon.

### Moyen Âge
Au début du XIIIe siècle, Domecy fait partie des terres de Gauvain, vicomte d'Avallon. Au cours de ce siècle, le village change plusieurs fois de maîtres : en 1245, c'est Bisorde, dame de Saux, en 1251 le seigneur est Gui d'Ostun.
Le village est défendu par une maison-forte du nom de Prélong. On sait qu'elle est possédée par Étienne de Salins en 1461, puis par François de Favrolles.

### Temps modernes
Michel-Auguste de Denesvre possède la maison-forte de Prélong en 1748. Une reconstruction a lieu en 1750 (château XVIIIe, au centre du village), puis un nouveau château est bâti un peu plus bas en 1866 : la résidence néo-gothique devient le château « le plus important du département » .
Non loin de là, sur les hauteurs, exista jusqu'en 1684 un temple protestant.

## Politique et administration
| Période | Période  | Identité             | Étiquette | Qualité    |
| ------- | -------- | -------------------- | --------- | ---------- |
| 1945    | 1962     | Maurice Milliard     |           |            |
| 1962    | 1983     | Roger Milliard       |           |            |
| 1983    | 1989     | Jean-Pierre Chauveau |           |            |
| 1989    | 2001     |                      |           |            |
| 2001    | 2005     | Jean-Paul Guignot    |           |            |
| 2005    | En cours | Eric Stephan         | DVD       | Industriel |

## Démographie
En 1543, le village comptait 89 feux, 77 en 1596, 40 en 1605,  53 en 1653 et 55 en 1679.
L'évolution du nombre d'habitants est connue à travers les recensements de la population effectués dans la commune depuis 1793. Pour les communes de moins de 10 000 habitants, une enquête de recensement portant sur toute la population est réalisée tous les cinq ans, les populations de référence des années intermédiaires étant quant à elles estimées par interpolation ou extrapolation. Pour la commune, le premier recensement exhaustif entrant dans le cadre du nouveau dispositif a été réalisé en 2006.

En 2022, la commune comptait 85 habitants, en évolution de −4,49 % par rapport à 2016 (Yonne : −1,95 %, France hors Mayotte : +2,11 %).
| 1793 | 1800 | 1806 | 1821 | 1831 | 1836 | 1841 | 1846 | 1851 |
| ---- | ---- | ---- | ---- | ---- | ---- | ---- | ---- | ---- |
| 318  | 351  | 342  | 381  | 397  | 411  | 386  | 383  | 381  |

| 1856 | 1861 | 1866 | 1872 | 1876 | 1881 | 1886 | 1891 | 1896 |
| ---- | ---- | ---- | ---- | ---- | ---- | ---- | ---- | ---- |
| 384  | 382  | 371  | 363  | 342  | 320  | 304  | 289  | 294  |

| 1901 | 1906 | 1911 | 1921 | 1926 | 1931 | 1936 | 1946 | 1954 |
| ---- | ---- | ---- | ---- | ---- | ---- | ---- | ---- | ---- |
| 286  | 247  | 227  | 185  | 165  | 151  | 143  | 135  | 131  |

| 1962 | 1968 | 1975 | 1982 | 1990 | 1999 | 2006 | 2011 | 2016 |
| ---- | ---- | ---- | ---- | ---- | ---- | ---- | ---- | ---- |
| 125  | 99   | 86   | 80   | 87   | 104  | 93   | 102  | 89   |

| 2021 | 2022 | - | - | - | - | - | - | - |
| ---- | ---- | - | - | - | - | - | - | - |
| 85   | 85   | - | - | - | - | - | - | - |

## Monuments
- L'église du XVe siècle est bâtie sur les murs d'un édifice plus ancien. Elle a été  agrandie en 1833 et rénovée en 1863. Elle est ornée de peintures murales.
- Château de Domecy-sur-le-Vault, salle à manger aux boiseries "troubadour", décorée de 1900 à 1901 par 15 toiles d'Odilon Redon, soit 36 mètres carrés à l'huile, détrempe, fusain, et pastel sur toile. Ces œuvres se trouvent aujourd'hui au musée d'Orsay à Paris.
- Croix de Domecy-sur-le-Vault.

## Pour approfondir